# Allobaccha apicalis
Allobaccha apicalis är en tvåvingeart som först beskrevs av Friedrich Hermann Loew 1858.  Allobaccha apicalis ingår i släktet Allobaccha och familjen blomflugor. Inga underarter finns listade i Catalogue of Life.